# Cornus glabrata
Cornus glabrata es una especie de arbusto perteneciente a la familia Cornaceae. Es originario de California y Oregón.

## Descripción
Este es un gran arbusto que forma matorral con brillantes hojas verdes que se vuelven rojas en otoño. Las inflorescencias en forma de racimos abundantes de flores blancas difusas y los frutos de bayas azul-blancas. 

## Hábitat
Este arbusto se encuentra más frecuentemente cerca del agua, por lo general directamente en la orilla de una fuente de agua.

## Taxonomía
Cornus glabrata fue descrita por George Bentham y publicado en The Botany of the Voyage of H.M.S. Sulphur 18. 1844.
Sinonimia
- Cornus costulata Jeps.
- Swida catalinensis Millsp.
- Swida glabrata (Benth.) A.Heller
- Thelycrania catalinensis (Millsp.) Pojark.
- Thelycrania glabrata (Benth.) Pojark.[2][3]